# 宏國德霖科技大學
宏國德霖科技大學，是一所位於臺灣新北市土城區的私立科技大學，創校於1972年。原名「四海工業專科學校」，1991年更名為「四海工商專科學校」；2001年改制並更名為「德霖技術學院」。2017年8月1日改為現名。

## 學校沿革

### 四海工業專科學校時期（1952年～1991年）
- 1959年2月，由萬紹章發起，購買臺北縣土城鄉清化里建校基地，妥擬設校計畫。
- 1961年8月，奉教育部准予籌設。
- 1969年2月，成立董事會，完成財團法人登記，推舉李景德先生為第一屆董事長。
- 1972年1月，教育部核准立案，基於配合國家發展，為培育優秀專業技術人才而設立，並以「公、誠、精、毅」為校訓，砥勵師生創立四海工業專科學校，設有電子工程科、土木工程科、機械工程科。
- 1974年，因資金不足，教育部勒令減招。
- 1975年，教育部勒令停招。
- 1978年，由宏國關係事業董事長林謝罕見女士與謝村田、謝隆盛、謝進旺、謝金朝、昆仲捐資接辦，改組第三屆董事會，依學校發展計畫，積極擴充校地，廣建校舍，美化校園，學校恢復招生。
- 1983年，奉准成立夜間部二年制工科。

### 四海工商專科學校時期（1991年～2001年）
- 1991年10月，奉准成立日間部二年制商科，更易校名為「四海工商專科學校」。
- 1992年，增設二年制銀行保險科。
- 1994年，增設二年制企業管理科、國際貿易科。
- 1995年，增設夜間部二年制商科。
- 1997年，增設二年制不動產經營科、五年制應用外語科。
- 1998年，增設旅館管理科。

### 德霖技術學院時期（2001年～2017年7月）
- 2001年8月，奉准升格改制為技術學院，乃以「德化學子，霖霑社會」為目標，改制為「德霖技術學院」，設土木工程系、企業管理系、應用英語系、機械工程系。
- 2002年，國際貿易科改制為國際貿易系。銀行保險科改制為財務金融系。
- 2003年，增設資訊工程系、休閒事業管理系。停招不動產經營科。國際貿易系改名國際企業系。旅館管理科改制為餐旅管理系。
- 2005年，增設電腦與通訊工程系、空間設計系。
- 2006年，增設光電工程系。
- 2007年，增設電子工程系，機械工程系分設電腦輔助應用工程組、機電與自動化工程組之分組。整併土木工程系與空間設計系為營建科技系。
- 2010年，增設不動產經營系、餐飲廚藝系。營建科技系、空間設計系與新設之不動產經營系整合成立不動產學群。停招營建科技系產業經營組。
- 2011年，停招光電工程系、財務金融系。增設國際貿易科、餐飲廚藝科。應用外語科取消英文組；營建科技系取消資訊應用組；營建科技系空間設計組獨立為空間設計系。復招不動產經營科。
- 2012年，增設創意產品設計系、休閒事業管理科。停招機械工程系電腦輔助應用工程組、機械工程系機電與自動化工程組
- 2012年7月1日，啟動準備專案評鑑及改名科技大學。
- 2013年，國際企業系改名會展與觀光系。停招國際貿易科。
- 2014年8月25日，新建餐旅廚藝大樓動工。
- 2014年9月1日，圖書館改建搬遷完成。
- 2014年12月1日，接受教育部103學年度技術學院專案評鑑。
- 2015年1月28日，專案評鑑不動產經營系、空間設計系、資訊工程系、餐飲廚藝系、電腦與通訊工程系、企業管理系、休閒事業管理系獲評一等。
- 2015年4月15日，申請改名科技大學計畫書送教育部。
- 2015年9月，獲准籌備科技大學。
- 2016年，調整學群架構：不動產學群解散；原工程學群資訊工程系、電腦與通訊工程系、電子工程系新組電資學群；原工程學群改名工程與設計學群，並納入營建科技系及室內設計系（皆原隸不動產學群）；不動產經營系改隸商管學群。8月10日，經教育部決議，籌備科大資格展延一年，同時須參加105學年度技術學院綜合評鑑，綜合評鑑成績若未達改名科大標準，106學年度將撤消籌備科大資格。營建科技系改名為土木工程系。

### 宏國德霖科技大學時期（2017年8月～至今）
- 2017年，接受教育部評鑑。公布評鑑結果，校務行政及受評所、系、科皆通過評鑑，2017年8月1日改名為宏國德霖科技大學[4]。原工程與設計學群、電資學群、商管學群，改設工程學院、管理與設計學院、民生學院。
- 2018年，調整學院系所架構，原先的民生學院改名餐旅學院、管理暨設計學院改名不動產學院。原先隸屬管理暨設計學院的應用英語系、應用外語科更改隸屬餐旅學院；原先隸屬管理暨設計學院的創意產品設計系改隸屬工程學院；原先隸屬工程學院的土木工程系更改隸屬不動產學院。
- 2019年，增設建築科五專、園藝系四技日間部、資訊工程系、機械工程系、土木工程系二技日間部、室內設計系二技進修部；停招餐旅管理系、餐飲廚藝系四技在職專班。
- 2020年，增設企業管理系碩士班。
- 2024年，停招創意產品設計系、會展活動管理系、應用英語系。

## 教學單位
| 工程學院 | 機械工程系（科） | 創意產品設計系   |
| 工程學院 | 資訊工程系（科） | 電腦與通訊工程系 |

| 不動產學院 | 企業管理系（所） | 土木工程系（科） | 不動產經營系（科） |
| 不動產學院 | 室內設計系       | 建築科           | 園藝系             |

| 餐旅學院 | 休閒事業管理系 | 餐旅管理系（科） | 餐飲廚藝系 |
| 餐旅學院 | 會展活動管理系 | 應用英語系(科)   |            |

| 通識教育中心 |
| ------------ |

| 語言中心 |
| -------- |

## 姊妹校
| 中国大陆 | 江蘇省高港中等專業學校                  |
| 香港     | 中華基督教會公理高中書院                |
| 美国     | 蒙大拿大學                              |
| 美国     | 都會州立大學（明尼蘇達州立大學系統）    |
| 美国     | 聖保羅學院（明尼蘇達州立大學系統）      |
| 日本     | 別府大學                                |
| 法國     | 菲尼斯泰爾省工藝商會                    |
| 義大利   | 義大利國際廚藝學院                      |
| 泰國     | 清邁大學                                |
| 泰國     | 挽磨大學                                |
| 泰國     | 暹羅技術學院                            |
| 泰國     | 碧差汶理工學院                          |
| 泰國     | 泰國-臺灣(BDI)科技學院                  |
| 越南     | FPT大學                                 |
| 越南     | 芹苴大學                                |
| 越南     | 太原大學                                |
| 越南     | 阮必成大學                              |
| 越南     | 北河國際大學                            |
| 越南     | 同塔社區學院                            |
| 越南     | 金甌社區學院                            |
| 越南     | 永隆社區學院                            |
| 越南     | 朔莊社區學院                            |
| 越南     | 芹苴科技大學                            |
| 越南     | 芹苴技術經濟學院                        |
| 越南     | 六號中央交通學院                        |
| 越南     | 堅江職業學院                            |
| 越南     | 位清法律初級學院                        |
| 越南     | 安江成人教育中心                        |
| 越南     | 一號新安高中                            |
| 越南     | 仙遊高中                                |
| 越南     | 北江工業技術學院                        |
| 越南     | 吳家宇高中                              |
| 柬埔寨   | IIC科技大學                             |
| 印度     | 弗萊明大學                              |
| 印度     | 阿米提大學                              |
| 马来西亚 | 古晉中學                                |
| 马来西亚 | 砂拉越留臺同學會總會                    |
| 马来西亚 | 詩巫聖心中學                            |
| 马来西亚 | 詩巫市鎮中學                            |
| 马来西亚 | 砂拉越沐膠聖帕特里克中學                |
| 马来西亚 | 砂拉越詩巫光華國民型华文中學            |
| 马来西亚 | 砂拉越詩巫中興國民型华文中學            |
| 马来西亚 | 詩巫聖伊麗莎白中學                      |
| 马来西亚 | 艾莎吉琳國民中學                        |
| 马来西亚 | 砂拉越詩巫市郊中學                      |
| 马来西亚 | 砂拉越詩巫羅斯里多比中學                |
| 马来西亚 | 砂拉越詩巫公教中學                      |
| 马来西亚 | 砂拉越古晉中華第三中學                  |
| 马来西亚 | 砂拉越詩巫黃乃裳中學                    |
| 马来西亚 | 砂拉越民丹莪東華中學                    |
| 马来西亚 | Sibu District Education Office, Sarawak |
| 马来西亚 | 亞羅士打新民獨立中學                    |

## 歷任董事長
| 任數   | 姓名     | 起始日期  | 卸任日期  |
| ------ | -------- | --------- | --------- |
| 第一任 | 李景德   | 1969年1月 | 1976年5月 |
| 第二任 | 丁有年   | 1976年6月 | 1978年1月 |
| 第三任 | 謝村田   | 1978年2月 | 1981年1月 |
| 第四任 | 謝隆盛   | 1981年2月 | 1983年4月 |
| 第五任 | 林謝罕見 | 1983年5月 | 至今      |

## 歷任校長
| 任期     | 姓名   | 起始日期     | 卸任日期      | 備註             |
| -------- | ------ | ------------ | ------------- | ---------------- |
| 第一任   | 巫亞光 | 1972年1月    | 1975年        |                  |
| 第二任   | 胡漢川 | 1976年6月    | 1978年1月     |                  |
| 第三任   | 陳增福 | 1978年2月    | 1982年1月     |                  |
| 第四任   | 謝隆盛 | 1982年2月    | 1991年9月     |                  |
| 第五任   | 鄭嘉武 | 1991年10月   | 1993年6月     |                  |
| 第六任   | 俞景蘧 | 1993年7月    | 1999年8月     |                  |
| 第七任   | 張鴻章 | 1999年9月    | 2001年7月     |                  |
| 第八任   | 張裕民 | 2001年8月    | 2005年10月    |                  |
| 代 理    | 鄭建銓 | 2005年11月   | 2006年6月     |                  |
| 第九任   | 趙 寧  | 2006年7月    | 2008年7月     |                  |
| 代 理    | 鄭建銓 | 2008年7月    | 2009年1月     |                  |
| 第十任   | 陳富都 | 2009年2月    | 2009年5月     |                  |
| 代 理    | 羅仕鵬 | 2009年6月    | 2010年1月     |                  |
| 第十一任 | 洪久賢 | 2010年2月    | 2013年1月     |                  |
| 代 理    | 林清芳 | 2013年2月    | 2013年5月     |                  |
| 第十二任 | 周家華 | 2013年6月    | 2014年5月     |                  |
| 第十三任 | 羅仕鵬 | 2014年6月    | 2020年5月     | 任內升格科技大學 |
| 代 理    | 張遵偉 | 2020年6月    | 2021年1月31日 |                  |
| 第十四任 | 羅清水 | 2021年2月1日 | 2024年6月     |                  |
| 代 理    | 林憲陽 | 2024年7月    | 2025年3月5日  |                  |
| 第十四任 | 段葉芳 | 2025年3月6日 | 至今          |                  |

## 參閲
- 臺灣大專院校退場
- 發展典範科技大學計畫
- 獎勵大學教學卓越計畫

## 歷年日間部師生比及新生註冊率
- 112學年度日間部學生人數2518，專任老師人數151，日間部師生比16.68（學生數／老師數）。

- 112學年度新生註冊率56.05%。
- 113學年度新生註冊率75.25%。

## 外部連結
- 宏國德霖科技大學* （页面存档备份，存于）
- 圖書館（页面存档备份，存于）
- 國內首座LEED黃金級綠建築教學大樓啟用（页面存档备份，存于）
- 韓國KICC國際料理大賽 德霖餐旅勇奪三金二銀二銅（页面存档备份，存于）